# Wimbledon Championships 1978
Die 92. Wimbledon Championships fanden vom 26. Juni bis zum 8. Juli 1978 in London, Großbritannien statt. Ausrichter war der All England Lawn Tennis and Croquet Club.

## Herreneinzel

### Setzliste
| Nr. | Spieler          | Erreichte Runde |
| --- | ---------------- | --------------- |
| 01. | Björn Borg       | Sieg            |
| 02. | Jimmy Connors    | Finale          |
| 03. | Vitas Gerulaitis | Halbfinale      |
| 04. | Guillermo Vilas  | 3. Runde        |
| 05. | Brian Gottfried  | Viertelfinale   |
| 06. | Roscoe Tanner    | Achtelfinale    |
| 07. | Raúl Ramírez     | Viertelfinale   |
| 08. | Sandy Mayer      | Viertelfinale   |

| Nr. | Spieler        | Erreichte Runde |
| --- | -------------- | --------------- |
| 09. | Ilie Năstase   | Viertelfinale   |
| 10. | Dick Stockton  | 1. Runde        |
| 11. | John McEnroe   | 1. Runde        |
| 12. | Buster Mottram | 2. Runde        |
| 13. | Wojciech Fibak | Achtelfinale    |
| 14. | John Alexander | Achtelfinale    |
| 15. | Arthur Ashe    | 1. Runde        |
| 16. | John Newcombe  | Achtelfinale    |

## Dameneinzel

### Setzliste
| Nr. | Spielerin           | Erreichte Runde |
| --- | ------------------- | --------------- |
| 01. | Chris Evert         | Finale          |
| 02. | Martina Navratilova | Sieg            |
| 03. | Evonne Cawley       | Halbfinale      |
| 04. | Virginia Wade       | Halbfinale      |
| 05. | Billie Jean King    | Viertelfinale   |
| 06. | Betty Stöve         | Achtelfinale    |
| 07. | Wendy Turnbull      | Achtelfinale    |
| 08. | Dianne Fromholtz    | Achtelfinale    |

| Nr. | Spielerin        | Erreichte Runde |
| --- | ---------------- | --------------- |
| 09. | Tracy Austin     | Achtelfinale    |
| 10. | Kerry Reid       | Achtelfinale    |
| 11. | Marise Kruger    | Viertelfinale   |
| 12. | Mima Jaušovec    | Viertelfinale   |
| 13. | Virginia Ruzici  | Viertelfinale   |
| 14. | Sue Barker       | Achtelfinale    |
| 15. | Regina Maršíková | Achtelfinale    |
| 16. | Marita Redondo   | 3. Runde        |

## Herrendoppel

### Setzliste
| Nr. | Paarung                      | Erreichte Runde |
| --- | ---------------------------- | --------------- |
| 01. | Bob Hewitt Frew McMillan     | Sieg            |
| 02. | Wojciech Fibak Tom Okker     | Halbfinale      |
| 03. | Bob Lutz Stan Smith          | 2. Runde        |
| 04. | John Alexander Phil Dent     | Halbfinale      |
| 05. | Vitas Gerulaitis Sandy Mayer | Viertelfinale   |
| 06. | Ross Case Geoff Masters      | 2. Runde        |
| 07. | Fred McNair Raúl Ramírez     | Viertelfinale   |
| 08. | Ray Ruffels Allan Stone      | 1. Runde        |

| Nr. | Paarung                       | Erreichte Runde |
| --- | ----------------------------- | --------------- |
| 09. | Marty Riessen Dick Stockton   | Achtelfinale    |
| 10. |                               | Rückzug         |
| 11. | Syd Ball Kim Warwick          | Achtelfinale    |
| 12. | Colin Dowdeswell Chris Kachel | Viertelfinale   |
| 13. | Raymond Moore Roscoe Tanner   | 1. Runde        |
| 14. | Gene Mayer Hank Pfister       | Achtelfinale    |
| 15. | Álvaro Fillol Jaime Fillol    | 1. Runde        |
| 16. | John Newcombe Tony Roche      | Achtelfinale    |

## Damendoppel

### Setzliste
| Nr. | Paarung                              | Erreichte Runde |
| --- | ------------------------------------ | --------------- |
| 01. | Billie Jean King Martina Navratilova | Viertelfinale   |
| 02. | Evonne Cawley Betty Stöve            | Achtelfinale    |
| 03. | Françoise Dürr Virginia Wade         | Halbfinale      |
| 04. | Kerry Reid Wendy Turnbull            | Sieg            |

| Nr. | Paarung                       | Erreichte Runde |
| --- | ----------------------------- | --------------- |
| 05. | Helen Cawley JoAnne Russell   | Viertelfinale   |
| 06. | Sue Barker Mona Schallau      | Halbfinale      |
| 07. | Mima Jaušovec Virginia Ruzici | Finale          |
| 08. | Ilana Kloss Marise Kruger     | Viertelfinale   |

## Mixed

### Setzliste
| Nr. | Paarung                      | Erreichte Runde |
| --- | ---------------------------- | --------------- |
| 01. | Frew McMillan Betty Stöve    | Sieg            |
| 02. | Ray Ruffels Billie Jean King | Finale          |
| 03. | Geoff Masters Virginia Wade  | Achtelfinale    |
| 04. | Tony Roche Françoise Dürr    | Halbfinale      |

| Nr. | Paarung                      | Erreichte Runde |
| --- | ---------------------------- | --------------- |
| 05. | Marty Riessen Wendy Turnbull | Achtelfinale    |
| 06. | Ross Case Mona Guerrant      | 2. Runde        |
| 07. | Grover Reid Kerry Reid       | 2. Runde        |
| 08. | Fred McNair Lesley Hunt      | Achtelfinale    |